# Lars Conrad
Lars Conrad (Berlino Ovest, 1º giugno 1976) è un ex nuotatore tedesco.
Specializzato nello stile libero, ha partecipato a due edizioni olimpiche: Sydney 2000 e Atene 2004, vincendo una medaglia d'argento nella staffetta 4x100 m misti.

## Palmarès
- Olimpiadi

Atene 2004: argento nella 4x100m misti.
- Mondiali

Fukuoka 2001: bronzo nella 4x100m sl.
Barcellona 2003: bronzo nella 4x200m sl.
- Mondiali in vasca corta

Göteborg 1997: oro nella 4x100m sl e bronzo nei 200m sl.
- Europei

Siviglia 1997: bronzo nella 4x200m sl.
Istanbul 1999: oro nella 4x200m sl e bronzo nella 4x100m sl.
Helsinki 2000: argento nella 4x100m sl.
Berlino 2002: oro nella 4x100m sl e argento nella 4x200m sl.
- Europei in vasca corta

Rostock 1996: oro nei 100m sl, nei 200m sl, nella 4x50m sl e nella 4x50m misti.
Sheffield 1998: bronzo nella 4x50m sl.